# Doris Günther
Doris Günther (ur. 3 maja 1978 w Zell am See) – austriacka snowboardzistka, trzykrotna medalistka mistrzostw świata oraz zdobywczyni Pucharu Świata.

## Kariera
Po raz pierwszy na arenie międzynarodowej pojawiła się 19 grudnia 1998 roku w Nassfeld, gdzie w zawodach FIS Race zwyciężyła w slalomie równoległym (PSL). Nigdy nie wystartowała na mistrzostwach świata juniorów.
W zawodach Pucharu Świata zadebiutowała 5 marca 1999 roku w Kreischbergu, zajmując piętnaste miejsce w snowcrossie. Tym samym już w swoim debiucie wywalczyła pierwsze pucharowe punkty. Pierwszy raz na podium zawodów tego cyklu stanęła 9 lutego 2001 roku w Berchtesgaden, kończąc rywalizację w PSL na drugiej pozycji. W zawodach tych rozdzieliła Rosey Fletcher z USA i Włoszkę Marion Posch. Łącznie 26 razy stawała na podium zawodów PŚ, odnosząc przy tym dziewięć zwycięstw. Najlepsze wyniki w Pucharze Świata osiągnęła w sezonie 2008/2009, kiedy to triumfowała w klasyfikacji generalnej, a w klasyfikacji PAR była druga. W sezonach 2001/2002 i 2009/2010 zajmowała trzecie miejsce w klasyfikacji generalnej, zajmując też drugie miejsce odpowiednio w klasyfikacji giganta równoległego (PGS) i klasyfikacji PAR. Ponadto w sezonie 2004/2005 była trzecia w klasyfikacji PAR.
Największe sukcesy osiągnęła w 2009 roku, kiedy podczas mistrzostw świata w Gangwon zdobyła srebrne medale w obu konkurencjach równoległych. Najpierw była druga w PGS, plasując się między swą rodaczką Marion Kreiner i Patrizią Kummer ze Szwajcarii. Następnie była druga w PSL, rozdzielając Szwajcarkę Fränzi Mägert-Kohli i Rosjankę Jekatierinę Tudiegieszewą. Wywalczyła też brązowy medal gigancie równoległym na rozgrywanych dwa lata później mistrzostwach świata w La Molinie. W zawodach tych lepsze były jedynie Rosjanka Alona Zawarzina i kolejna Austriaczka, Claudia Riegler. Była też między innymi szósta w PSL podczas mistrzostw świata w Arosie w 2007 roku.
W 2002 roku wystartowała w gigancie równoległym na igrzyskach olimpijskich w Salt Lake City, jednak nie ukończyła rywalizacji. Na igrzyskach w Turynie w 2006 roku zajęła czwarte miejsce w tej samej konkurencji, przegrywając walkę o podium z Rosey Fletcher. Brała też udział w igrzyskach olimpijskich w Vancouver cztery lata później, kończąc rywalizację na dziewiątej pozycji.
W 2011 roku zakończyła karierę.

## Osiągnięcia

### Igrzyska olimpijskie
| Miejsce | Dzień     | Rok  | Miejscowość    | Konkurencja       | Zwyciężczyni        |
| ------- | --------- | ---- | -------------- | ----------------- | ------------------- |
| DNF     | 15 lutego | 2002 | Salt Lake City | Gigant równoległy | Isabelle Blanc      |
| 14.     | 17 lutego | 2006 | Turyn          | Snowcross         | Tanja Frieden       |
| 4.      | 23 lutego | 2006 | Turyn          | Gigant równoległy | Daniela Meuli       |
| 9.      | 26 lutego | 2010 | Vancouver      | Gigant równoległy | Nicolien Sauerbreij |

### Mistrzostwa świata
| Miejsce | Dzień       | Rok  | Miejscowość          | Konkurencja       | Zwyciężczyni        |
| ------- | ----------- | ---- | -------------------- | ----------------- | ------------------- |
| DSQ     | 28 stycznia | 2001 | Madonna di Campiglio | Snowcross         | Karine Ruby         |
| 23.     | 19 stycznia | 2003 | Kreischberg          | Snowcross         | Karine Ruby         |
| 27.     | 18 stycznia | 2005 | Whistler             | Gigant równoległy | Manuela Riegler     |
| 14.     | 14 stycznia | 2007 | Arosa                | Snowcross         | Lindsey Jacobellis  |
| 6.      | 17 stycznia | 2007 | Arosa                | Slalom równoległy | Heidi Neururer      |
| 2.      | 20 stycznia | 2009 | Gangwon              | Gigant równoległy | Marion Kreiner      |
| 2.      | 21 stycznia | 2009 | Gangwon              | Slalom równoległy | Fränzi Mägert-Kohli |
| 3.      | 19 stycznia | 2011 | La Molina            | Gigant równoległy | Alona Zawarzina     |

### Puchar Świata

#### Miejsca w klasyfikacji generalnej
- sezon 1998/1999: 85.
- sezon 1999/2000: 47.
- sezon 2000/2001: -
- sezon 2001/2002: 3.
- sezon 2002/2003: 5.
- sezon 2003/2004: 5.
- sezon 2004/2005: -
- sezon 2005/2006: 6.
- sezon 2006/2007: 10.
- sezon 2007/2008: 4.
- sezon 2008/2009: 1.
- sezon 2009/2010: 3.
- sezon 2010/2011: 10

#### Zwycięstwa w zawodach
1. Tignes – 18 listopada 2001 (gigant równoległy)
2. Ischgl – 1 grudnia 2001 (gigant równoległy)
3. Petersburg – 3 marca 2006 (slalom równoległy)
4. Sungwoo – 17 lutego 2008 (gigant równoległy)
5. Landgraaf – 10 października 2008 (slalom równoległy)
6. Limone Piemonte – 14 grudnia 2008 (gigant równoległy)
7. Kreischberg – 6 stycznia 2009 (gigant równoległy)
8. Bayrischzell – 31 stycznia 2009 (gigant równoległy)
9. Moskwa – 6 marca 2010 (slalom równoległy)

#### Pozostałe miejsca na podium w zawodach
1. Berchtesgaden – 9 lutego 2001 (slalom równoległy) - 2. miejsce
2. Sapporo – 16 lutego 2001 (snowboardcross) - 2. miejsce
3. Ruka – 17 marca 2001 (snowboardcross) - 3. miejsce
4. Bardonecchia – 20 stycznia 2002 (gigant równoległy) - 3. miejsce
5. Sapporo – 1 marca 2002 (gigant równoległy) - 2. miejsce
6. Sapporo – 20 lutego 2004 (gigant równoległy) - 2. miejsce
7. Maribor – 1 lutego 2005 (gigant równoległy) - 2. miejsce
8. Sapporo – 19 lutego 2005 (slalom równoległy) - 2. miejsce
9. Sungwoo – 25 lutego 2005 (slalom równoległy) - 2. miejsce
10. Badgastein – 9 stycznia 2008 (slalom równoległy) - 3. miejsce
11. Stoneham – 8 marca 2008 (gigant równoległy) - 3. miejsce
12. Stoneham – 22 lutego 2009 (gigant równoległy) - 3. miejsce
13. Valmalenco – 22 marca 2009 (gigant równoległy) - 3. miejsce
14. Landgraaf – 9 października 2009 (slalom równoległy) - 2. miejsce
15. Valmalenco – 13 marca 2010 (gigant równoległy) - 3. miejsce
16. La Molina – 21 marca 2010 (gigant równoległy) - 2. miejsce
17. Moskwa – 5 marca 2011 (slalom równoległy) - 3. miejsce

- W sumie (9 zwycięstw, 9 drugich i 8 trzecich miejsc).